# کانگلونگ (بوتان)
کانگلونگ (به لاتین: Kanglung) یک منطقهٔ مسکونی در بوتان (کشور) است که در Trashigang District واقع شده‌است.
 کانگلونگ  ۱,۷۱۷ نفر جمعیت دارد.